# Fabriciana chrysodippe
Fabriciana chrysodippe är en fjärilsart som beskrevs av Otto Staudinger 1892. Fabriciana chrysodippe ingår i släktet Fabriciana och familjen praktfjärilar. Inga underarter finns listade i Catalogue of Life.